# Lomariopsis madagascarica
Lomariopsis madagascarica là một loài thực vật có mạch trong họ Lomariopsidaceae. Loài này được (Bonap.) Alston mô tả khoa học đầu tiên năm 1934.